# Mark Dion
Mark Dion est un artiste plasticien américain né le 28 août 1961 à New Bedford (Massachusetts). Il vit et travaille à New York.
Mark Dion est représenté par la Galerie Nagel Draxler à Berlin, la Galerie Tanya Bonakdar à New York et la Galerie IN SITU à Paris.
Il enseigne dans le département des arts visuels de l’Université Columbia à Manhattan.

## Biographie
Formé à l’École des Beaux-Arts de Hartford dans le Connecticut (Bachelor of Fine Arts en 1986, doctorat honoris causa en 2003), Mark Dion explore depuis les années 1990 les croisements entre art et science. "Mark Dion détourne les méthodes et conventions des sciences naturelles et, partant, dénonce l’idéologie qui les sous-tend". Ce n’est pas tant la nature qui intéresse l’artiste mais l’idée de nature. Dans son travail, Dion cherche à déconstruire les codes visuels et idéologiques qui ont, au cours de l’histoire, formaté notre connaissance et notre expérience de la nature.
Au cœur même des institutions culturelles et scientifiques (muséums d’histoire naturelle, musées d’art, zoos…), Mark Dion réalise des cabinets de curiosités sans que leur présentation n’obéisse à une classification conventionnelle. Ainsi, squelettes, végétaux, bocaux, livres, animaux naturalisés ou encore peluches se côtoient librement, l’artiste refusant toute hiérarchie entre l’ancien et le récent, le banal et le rare, le noble et le vulgaire. Au travers de ces dispositifs, Dion remet en question la fonction de la collection dans la constitution des savoirs mais également les choix et classements parfois arbitraires opérés dans les musées.
D’autres fois encore, le travail de l’artiste relève d’une performance au cours de laquelle il endosse le rôle d’un archéologue, d’un explorateur ou d’un entomologiste. Il effectue alors des fouilles dans des lieux improbables, le plus souvent négligés des spécialistes. Les objets qu’il découvre sont conservés sans aucune distinction de valeur car tous sont pour lui révélateurs d’une culture et d’une époque. Également archéologue du paysage, Dion s’intéresse tout particulièrement à la disparition des animaux et à l’impact de l’Homme sur son environnement.
Il réside à l’Atelier Calder à Saché de janvier à juin 2005,.

## Installations permanentes

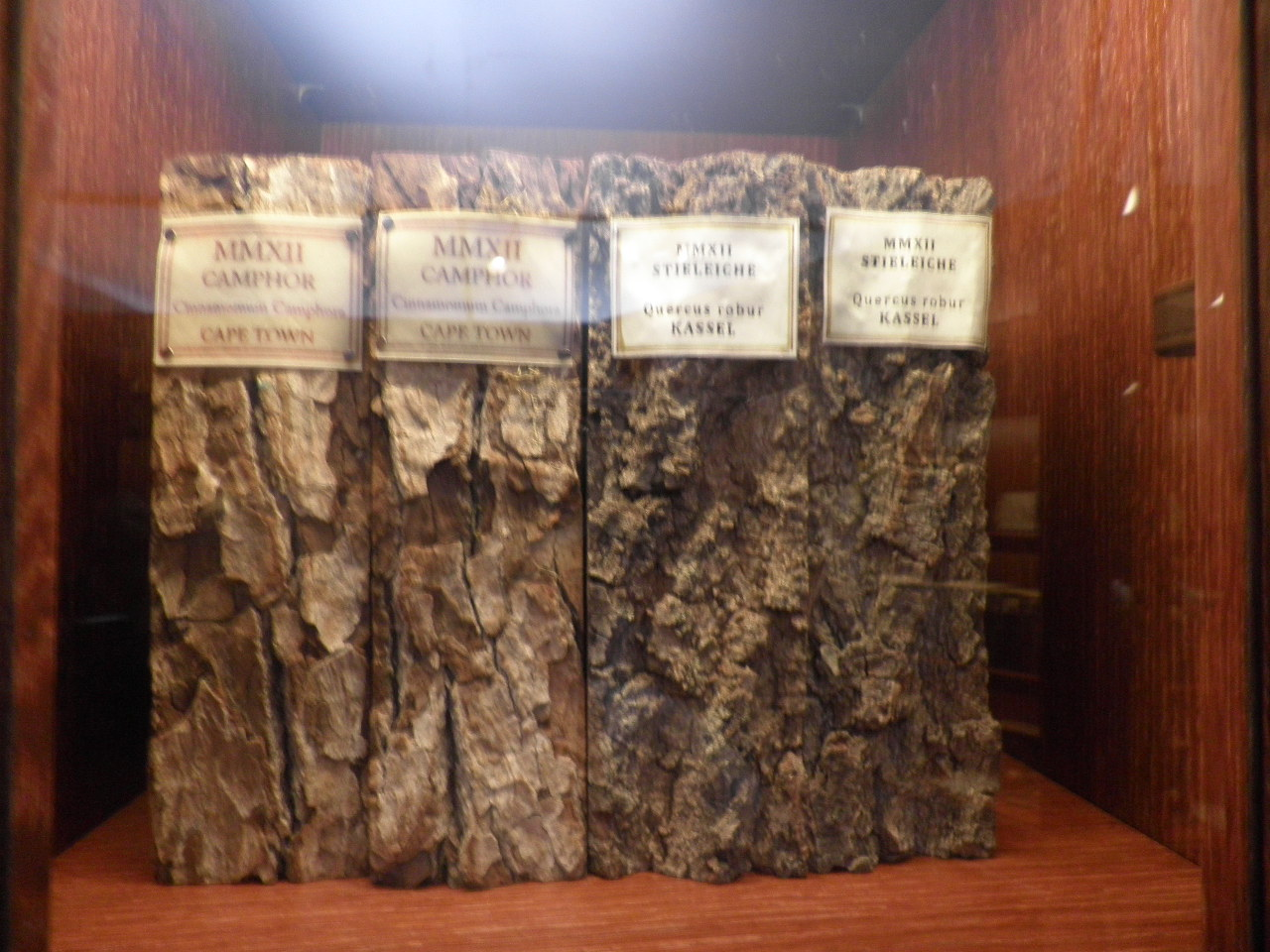
Répliques de volumes de bois présentés par Mark Dion à dOCUMENTA(13).

### En Allemagne
Au musée d'histoire naturelle Ottoneum à Cassel, la « bibliothèque de bois » (Holzbibliothek) de 530 volumes confectionnée entre 1771 et 1799 par Carl Schildbach est présentée dans un cabinet hexagonal reconstruit en 2012 pour l'exposition dOCUMENTA(13) comme une « œuvre d'art - présentation scientifique » par Mark Dion, qui y a ajouté symboliquement quelques répliques modernes de volumes de bois,.

### En France
Le donjon de l’ours qui dort, Seyne-les-Alpes (2011)

L'œuvre que Mark Dion a réalisée dans le cadre du VIAPAC consiste en la création d'un parcours dans le fort de Seyne-les-Alpes menant, au son d’un bruit sourd, à une cellule où un ours enchaîné dort. Durant sa période d’hibernation, l’ours quitte son cachot pour une cage de verre installée dans l’Office de tourisme de la ville, aux yeux de tous. Il n’a plus de chaîne autour du cou mais reste toujours prisonnier. À la fois vénéré et diabolisé, admiré et pourchassé, l’ours s’incarne dans de multiples contradictions. On le sait sauvage mais on préfère le penser doux comme une peluche. Cet animal hybride symbolise pour l’artiste toute la bestialité de l’homme.
Cabane Sommer, Musée de la chasse et de la nature, Paris (2007)

En hommage aux créateurs de la Fondation de la Maison de la chasse et de la nature, François et Jacqueline Sommer, Mark Dion a réalisé au dernier étage du musée une petite cabane de bois qui rappelle celle des Sommer à Bel-Val, au cœur de leur domaine de chasse situé dans les Ardennes. À l’intérieur, une série d’objets et de souvenirs personnels ayant appartenu aux Sommer.
Collections index Digne, Musée Gassendi, Digne-les-Bains (2004)

Mark Dion a réalisé ce cabinet de curiosités en appliquant une classification propre à la Renaissance, en fonction des quatre éléments (le feu, l’air, l’eau et la terre). Les objets sont également rangés selon la théorie de l’évolutionnisme : depuis le point ultime de la civilisation jusqu’aux choses inertes de la terre. Polysémique, ce cabinet de curiosités détourné regorge d’allusions tout aussi érudites qu’humoristiques.

## Œuvres en collections publiques
- Tar and feathers [Du goudron et des plumes] (1996), Musée National d'Art Moderne, Paris[11]
- Cabinet (from Project 82 Rescue Archelogy a project for The Museum of Modern Art) [Cabinet (du projet 82 Archéologie préventive un projet pour le MoMA] (2004), MoMA, New York[12]

## Expositions
- 2024 : Investigations, inquiries and a few good jokes, Galerie In Situ, Romainville (France)[13]
- 2021 : Retour à l'école, Galerie In Situ, Romainville (France)[14]
- 2018 : Theatre of the Natural World, Whitechapel Art Gallery, Londres (Angleterre)[15]
- 2016 : Extranaturel, voyage initiatique dans la collection des Beaux-Arts de Paris, Palais des Beaux-Arts (ENSBA), Paris (France)[16]
- 2015 : Mark Dion & Arseny Zhilaev, Future histories, Casa dei Tre Oci, Venise (Italie)[17]
- 2014 : Cosmographia : Selected works on paper, 1991-2014, Galerie In Situ, Paris (France)[18]
- 2011 : Oceanomania : Souvenirs des mers mystérieuses, Musée océanographique de Monaco (Monaco)[19]
- 2010 : Presidio Habitats, Presidio, San Francisco (USA)
- 2009 : César, le Rhône pour mémoire, Musée de l'Arles antique, Arles (France)
- 2007 : Systema Metropolis, Museum d’histoire naturelle, Londres (Angleterre)
- 2006 : The South Florida Wildlife Rescue Unit, Musée d’Art de Miami (USA)
- 2005 : Dungeon of the Sleeping Bear, the Phantom Forest, the Birds of Guam and other Fables of Ecological Mischief, Château d'Oiron (France)
- 2004 : Projects 82, Rescue Archaeology, MoMa, New York (USA)
- 2003 : Mark Dion, CAIRN – Centre d’Art, Digne-les-Bains (France)
- 1999 : Two Banks, Tate Gallery, Londres (Angleterre)
- ???? : death of a giant